# 維藤/海德克大學
維藤/海德克大學（德語：Universität Witten/Herdecke）是德國一所私立大學，坐落於德國北威州魯爾區中心的维滕。它是德國第一所私立大學，並以其出色的教學與學術影響，被授予了“大學”這一頭銜。
維藤大學之成立及其歷史常常被用來形容在德國教育系統下新大學成立的艱辛。1995年的《時代高校教育》指出，維藤大學是“德國一所在高等教育及其它方面具有里程碑式的未來之星，它是德國國立大學雄偉版圖中的一個例外。”
今天，維藤大學是德國屈指可數的私立大學中的領跑者，它是“洪堡精神”的繼承者，是課程結構的典範，其教學理論與實踐完美結合，同時在學費方面具有創時代的新舉。
2015年，維藤大學新生人數達到2107人，有526名教職工，其中包括59名教授，以及207名教師與研究人員。其博士學位點每年接受大約100名博士生的申請。維藤大學的研究生人數多於本科生，這一點顯示了該校在研究生教育方面的突出表現。大學目前正在擴建校園，以便接納日益增多的優秀申請者。大學自2015年起，擴大了對教授的需求，如：對中國及中國文化等方面給予了更多的關注，設立了中國文學與交流教授職位。

## 概述
In accordance with its mission statement, the University of Witten/Herdecke strives for innovation and academic excellence by developing and testing new forms of teaching and learning, finding novel approaches in research, and exploring innovative paths in university organization.[5] Furthermore, the university encourages its students to take on social responsibility and considers civic engagement as the “third mission” in addition to research and student education.[4]
正如維藤大學的大學宗旨所陳述的那樣，大學通過不斷發展和實驗新的教學模式，尋求最新的研究方式，探索創新努力創新性的大學組織構架，不懈努力的創新，不斷攀登學術高峰。除此之外，大學還鼓勵學生努力承擔社會責任，在科研與學習之外，勇擔市民契約這一“第三目標”。

## 排名
德國媒體對大學的排名主要有：時代雜誌，明鏡週刊，法蘭克福彙報以及CHE大學排行榜，CHE被稱為德國大學“最綜合性的排行榜”，其認為維藤大學具有出色的學術能力以及最佳就業率和職業生涯。特別是醫學院，在其12所大學醫院中，有一所向學生提供實用經驗；另外，商學院提供商科與經濟學整合的培養模式，同時還聯合人文學院的“哲學、政治及經濟”方向一起成立了學士和碩士項目，這些項目一直在德國排名前10。 在2012年的CHE排名中，維藤大學的經濟系專業、牙科及人類醫學專業獲得了學生及畢業生評價最高分。

## 歷史
- 1982年：德國政府承認維藤大學為“大學”，它是德國成立的第一所私立大學。早期的資助基金會有：Alfred Herrhausen, Gerd Bucerius, Reinhard Mohn，Bertelsmann Foundation等。
- 1984年：成立了經濟系和牙科系。
- 1990年：德國科學與人文委員會檢驗大學，並批准大學可以使用公共資源建立教學樓。
- 1993年：基礎學科學院成立。這是維藤大學的核心部分，每一位元學生都要選修該部的課程，這樣他們可以獲得綜合技能以及較靈活的能力。
- 1995年：大學學生成立了維藤大學學生會，直至今日，該團體依然通過創新性的規則，規定學生的學費。這種模式給予學生一個平等學習機會，在畢業後找到工作後再歸還學費。[10]
- 1996年：在德國科學與人文委員會對大學的第二次檢查中，維藤大學被評為示範大學。政府推薦公立基金會資助維藤大學，大學成立護理專業，這在德國是第一次。
- 2001年：維藤大學成為“德國大學校長聯盟”成員之一。
- 2005年：2005年夏季學期開始，大學將其所有德國原來本碩連讀的碩士項目分離成學士與碩士專案。
- 2006年：大學飛快地擴大其醫學院的科研和教學。2006年7月，德國科學與人文委員會批准了其醫科課程概念。
- 2007年-2009年：為了“培養哲學習慣以解決主要的經濟與政治問題”，維藤大學主辦了維藤經濟與哲學研討會。[11]這個系列還吸引了“諾貝爾經濟學獎”獲得者來到維藤大學任教，如：Kenneth Arrow, Thomas Schelling，George Akerlof。
- 2008年：大學經歷了自成立以來最大的一次危機。但最終在2009年，通過國家創新、科學、研究及技術部的幫助，圓滿地解決了危機。
- 2009年：與新的資助者重新簽署協議，重建主要的內部機制，至此，大學的資金和學術發展走上了正軌。
- 2010年：新的學位專案的建立與運行：綜合基礎學士項目“哲學、政治和經濟學學士項目”，以及“家族企業管理碩士項目”
- 2011年：自2005/06學年之後，維藤大學再次通過了德國科學與人文委員會每7年對大學的檢查。
- 自2015年起，大學開始擴建校園，以便接納日益增多的優秀申請者。

## 學院及學位項目
所有的學院和項目都有博士學位點。
- 醫科學院
  - 醫學系
  - 醫學標杆系（需通過國家考試）
  - 健康與社會管理系（文學碩士）
- 護理學院
  - 創新護理（文學學士）
  - 護理科學（理學碩士）
- 牙科醫學學院
  - 牙科方向（需通過國家考試）
  - 種牙方向（理學碩士）
  - 頜面外科學（理學碩士）
- 心理學及精神病學系
  - 心理學及精神病學方向
  - 臨床心理學及精神病學方向
  - 老年癡呆護理（文學碩士）
- 商學院
  - 經濟學方向（文學學士）
  - 哲學、政治及經濟學方向（文學學士）
  - 管理學（文學碩士）
  - 哲學、政治及經濟學方向（文學碩士）
- 人文學院
  - 哲學、文化實踐與交流（文學學士）
  - 哲學與文化（文學碩士）
  - 哲學、政治與經濟學（文學學士）
  - 論理與組織學（文學碩士）
  - 實用文化學（文學碩士）

以及其他的部系和學院。

## 相關連結
- 官方网站 （德文）